# Comuna Kołczygłowy
Comuna Kołczygłowy (poloneză gmina Kołczygłowy) este o comună rurală din powiat-ul bytowski, voievodatul Pomerania, din partea septentrională a Poloniei. Sediul administrativ este satul Kołczygłowy. Conform datelor din 2004 comuna avea 4.315 de locuitori. Întreaga suprafață a comunei Kołczygłowy este 173,34 km².
În comuna sunt 15 sołectwo-uri: Barkocin, Barnowiec, Barnowo, Darżkowo, Gałąźnia Wielka, Jezierze, Kołczygłowy, Kołczygłówki, Łobzowo, Łubno, Podgórze, Radusz, Wierszyno, Witanowo și Zagony. Comuna învecinează cu comunele Borzytuchom, Tuchomie, Miastko și Trzebielino din powiat-ul bytowski, respectiv cu comuna Dębnica Kaszubska din powiat-ul słupski.
Înainte de reforma administrativă a Poloniei din 1999, comuna Kołczygłowy a aparținut voievodatului Słupsk.